# 7767 Томатік
7767 Томатік (7767 Tomatic) — астероїд головного поясу, відкритий 13 вересня 1991 року.
Тіссеранів параметр щодо Юпітера — 3,525.